# České Budějovice
České Budějovice eller blot Budějovice (tysk: Böhmisch Budweis eller blot Budweis) er en by i det sydlige Tjekkiet. Byen har et areal på 56 km2
og et indbyggertal på 97.377 (2024) indbyggere, og er dermed den største by i regionen Sydbøhmen.
Den har givet navn til en berømt øl, Budweiser, som fabrikken Pivovar Budějovický Budvar har brygget fra 1200-tallet.
Jernbanen til Linz i Østrig, er den ældste på det europæiske kontinent og blev konstrueret i perioden 1824-1832.